# Malborghetto Valbruna
Malborghetto Valbruna (slowenisch Naborjet-Ovčja vas, deutsch ‚Malborgeth-Wolfsbach‘, furlanisch Malborghèt Valbrune) ist eine viersprachige Gemeinde mit 895 Einwohnern (Stand 31. Dezember 2023) im Kanaltal in der Region Friaul-Julisch Venetien.

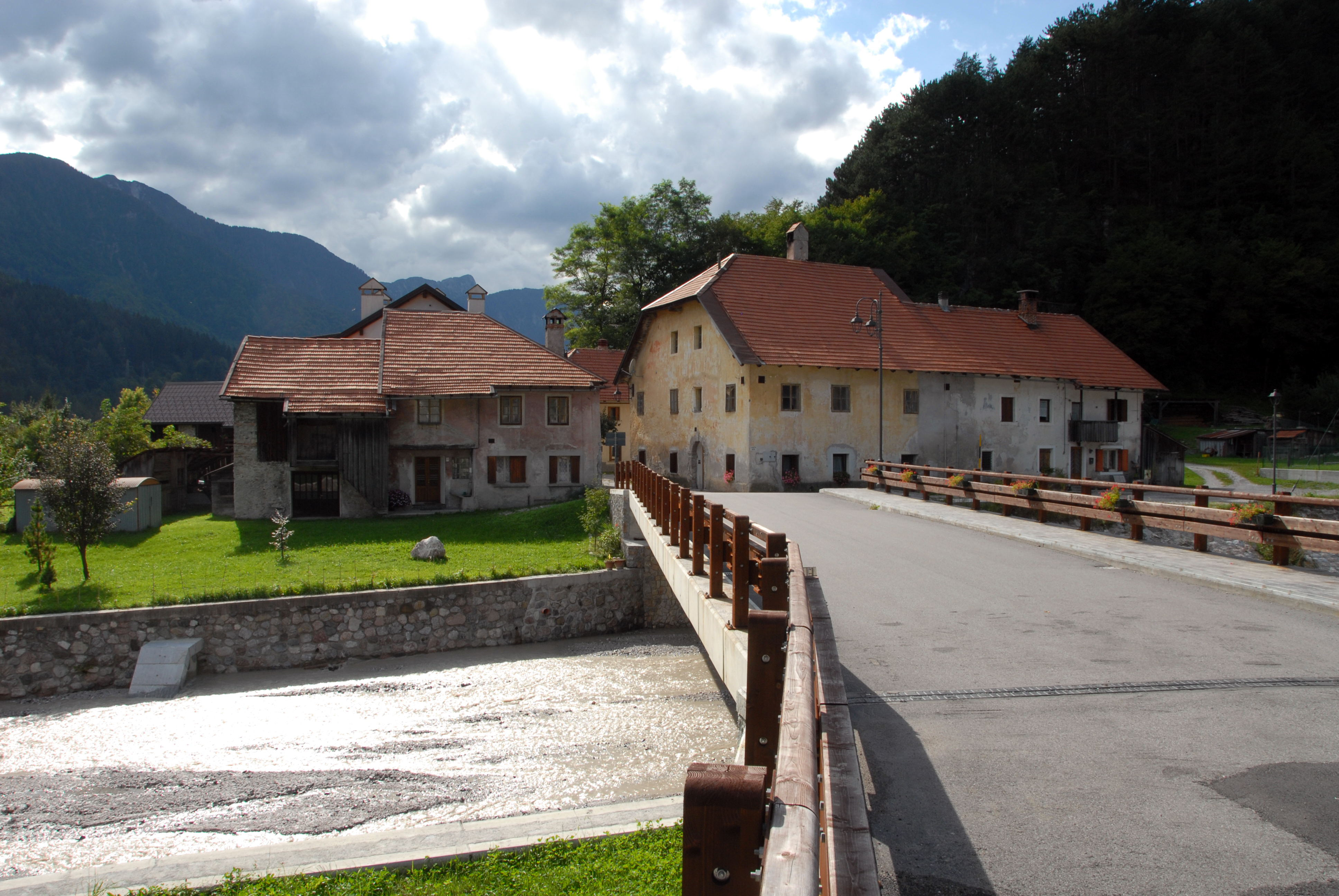
Brücke über den Rio Malborghetto der alten Hauptstraße durch den Ort

## Geografie

### Geografische Lage
Die Gemeinde liegt im mittleren Kanaltal zwischen den Gemeinden Tarvisio (Tarvis) im Osten und Pontebba (Pontafel) im Westen.
Die Hauptorte sind von Berggipfeln der Karnischen Alpen im Norden und der Julischen Alpen im Süden geprägt: dem Jôf di Montasio (Montasch, 2754 m), dem Jôf Fuârt (Wischberg, 2666 m), dem Jôf di Miezegnot (Mittagskofel, 2087 m), dem Monte Osternig (Oisternig, 2052 m) sowie dem Monte Poludnig (Poludnig, 2000 m). Das Val Saisera (Seiseratal) liegt in einem südlichen Seitental der Fella, vom Gebirgsbach Saisera durchzogen. Hier liegt auch der Monte Santo di Lussari (Luschariberg, 1788 m).

### Nachbargemeinden

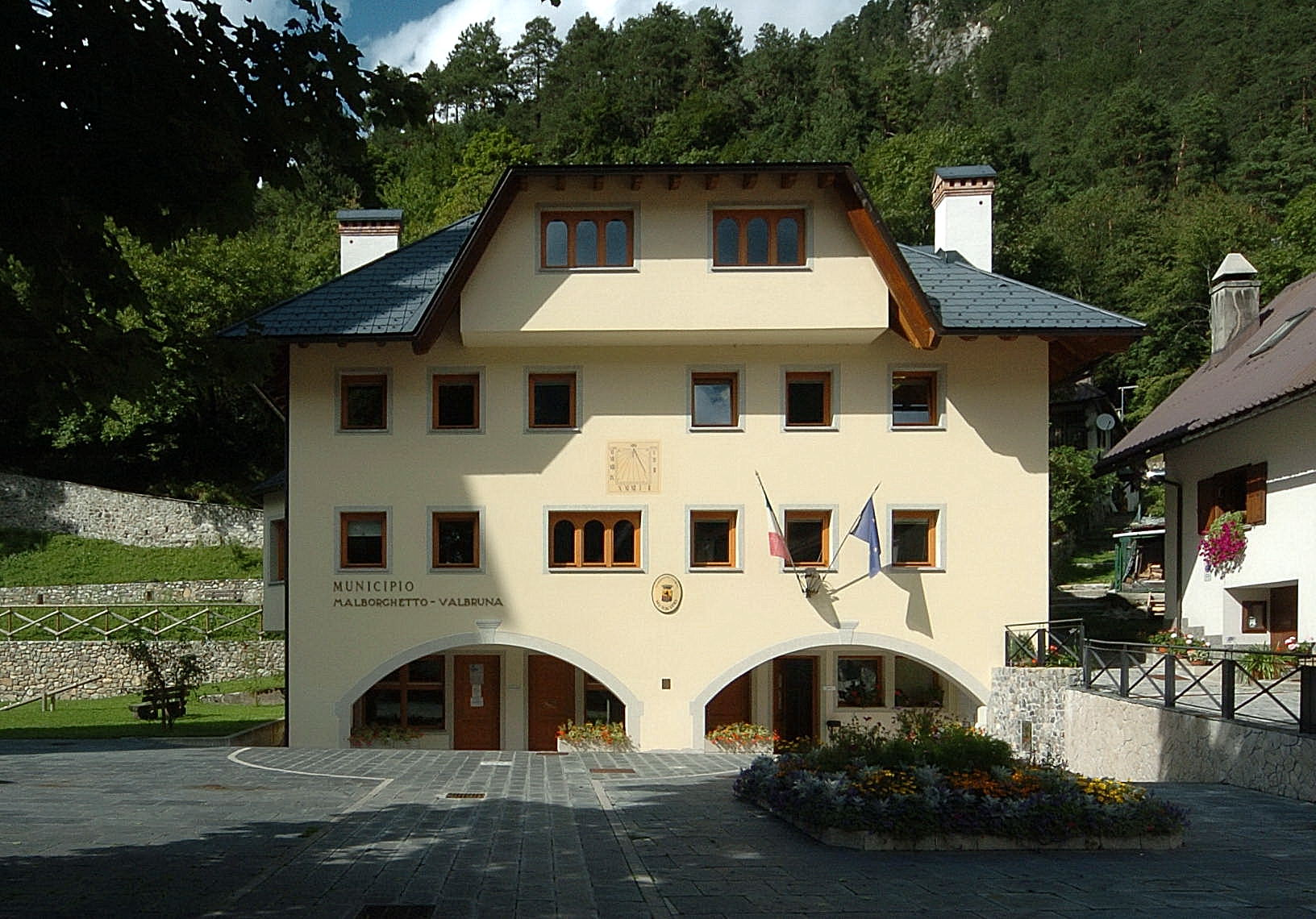
Gemeindeamt in Malborghet

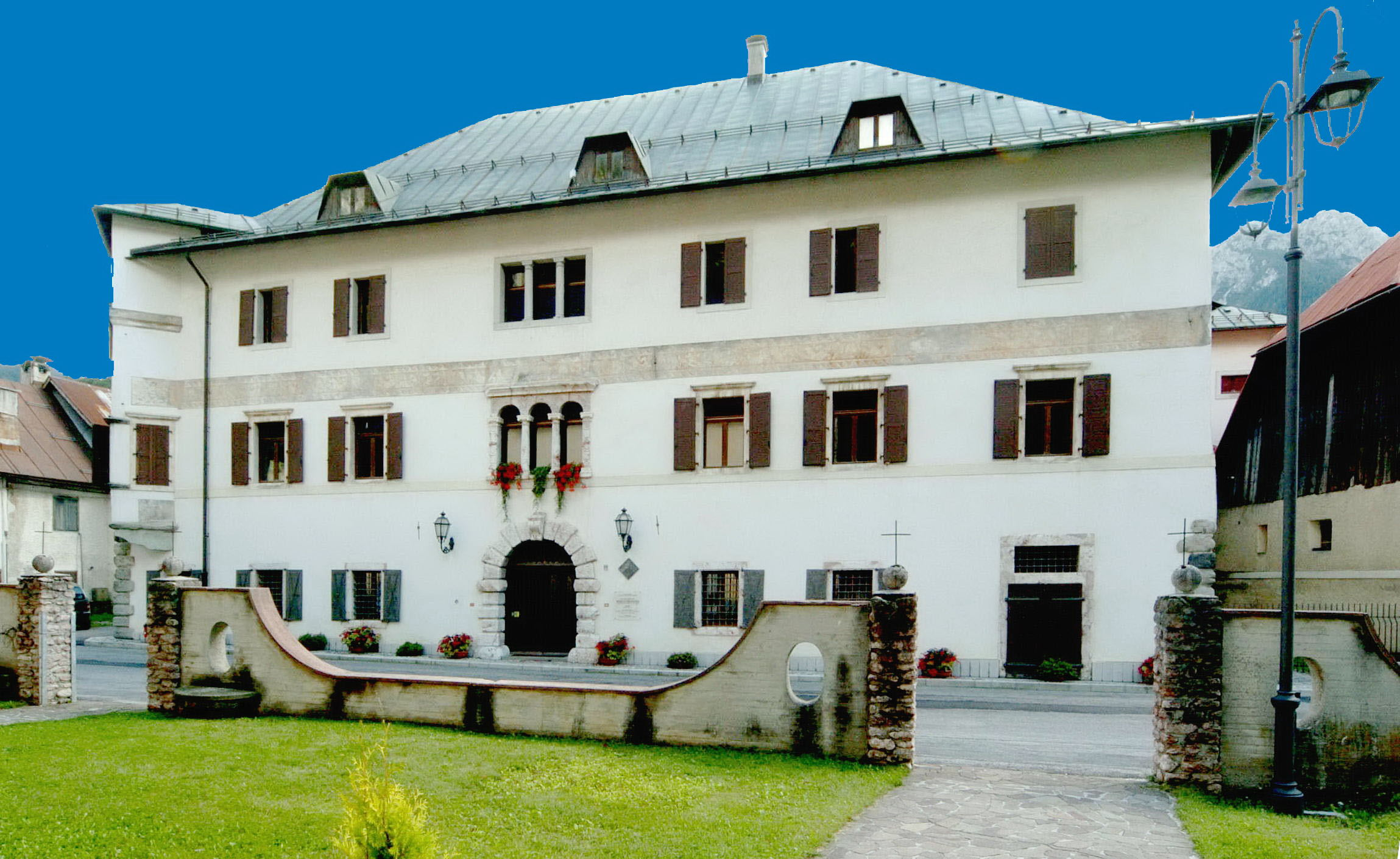
Palazzo Veneziano in Malborghet

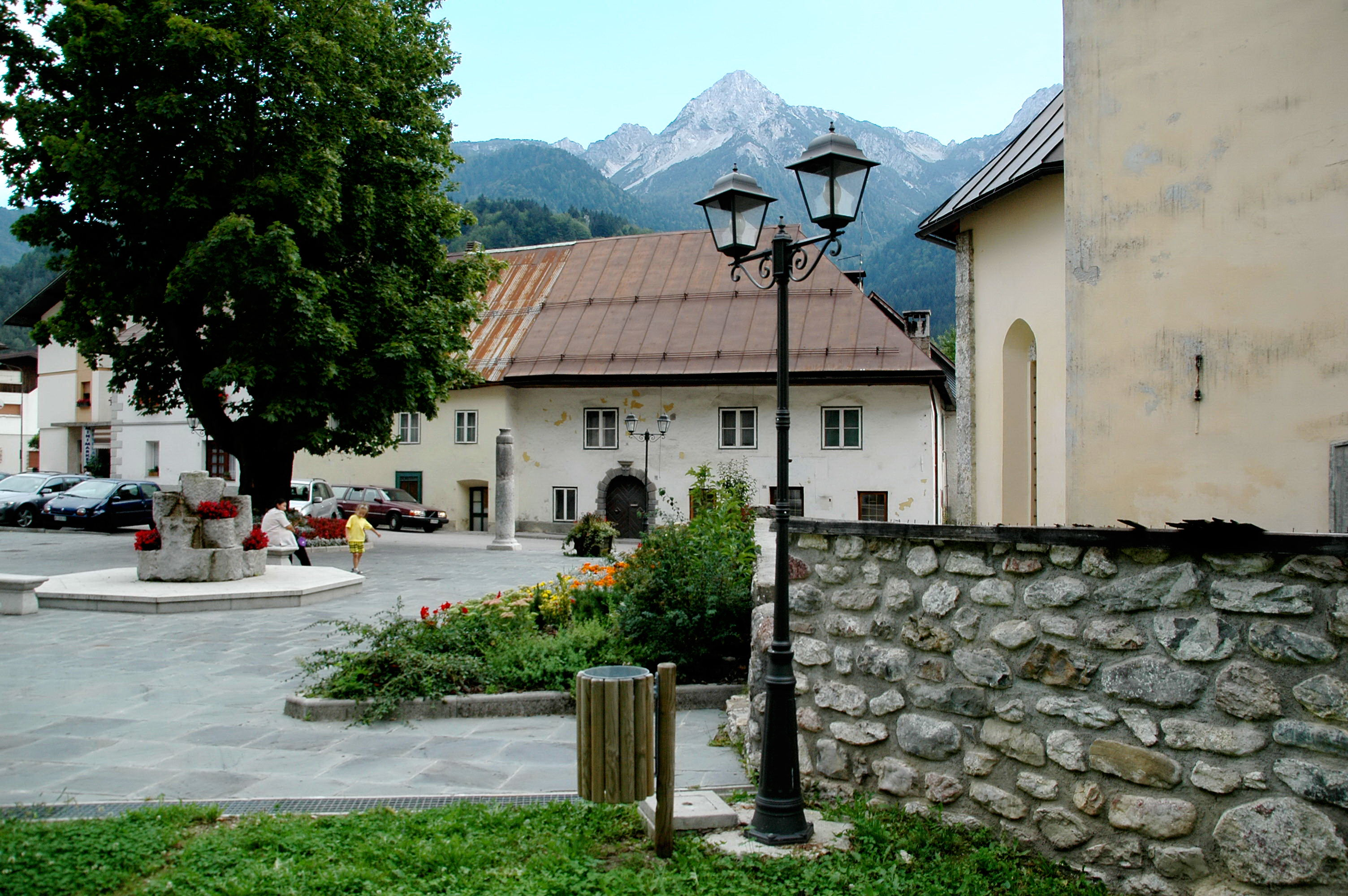
Hauptplatz in Malborghet

| Hermagor-Pressegger See | Feistritz an der Gail, Sankt Stefan im Gailtal | Hohenthurn |
| Pontebba                | Kompassrose, die auf Nachbargemeinden zeigt    | Tarvis     |
| Chiusaforte             | Dogna                                          |            |

### Gemeindegliederung
Die Ortsteile (Fraktionen) sind Bagni di Lusnizza (Lußnitz), Cucco (Gugg), Malborghetto (Malborgeth), Santa Caterina (St. Kathrein), Ugovizza (Uggowitz) und Valbruna (Wolfsbach).

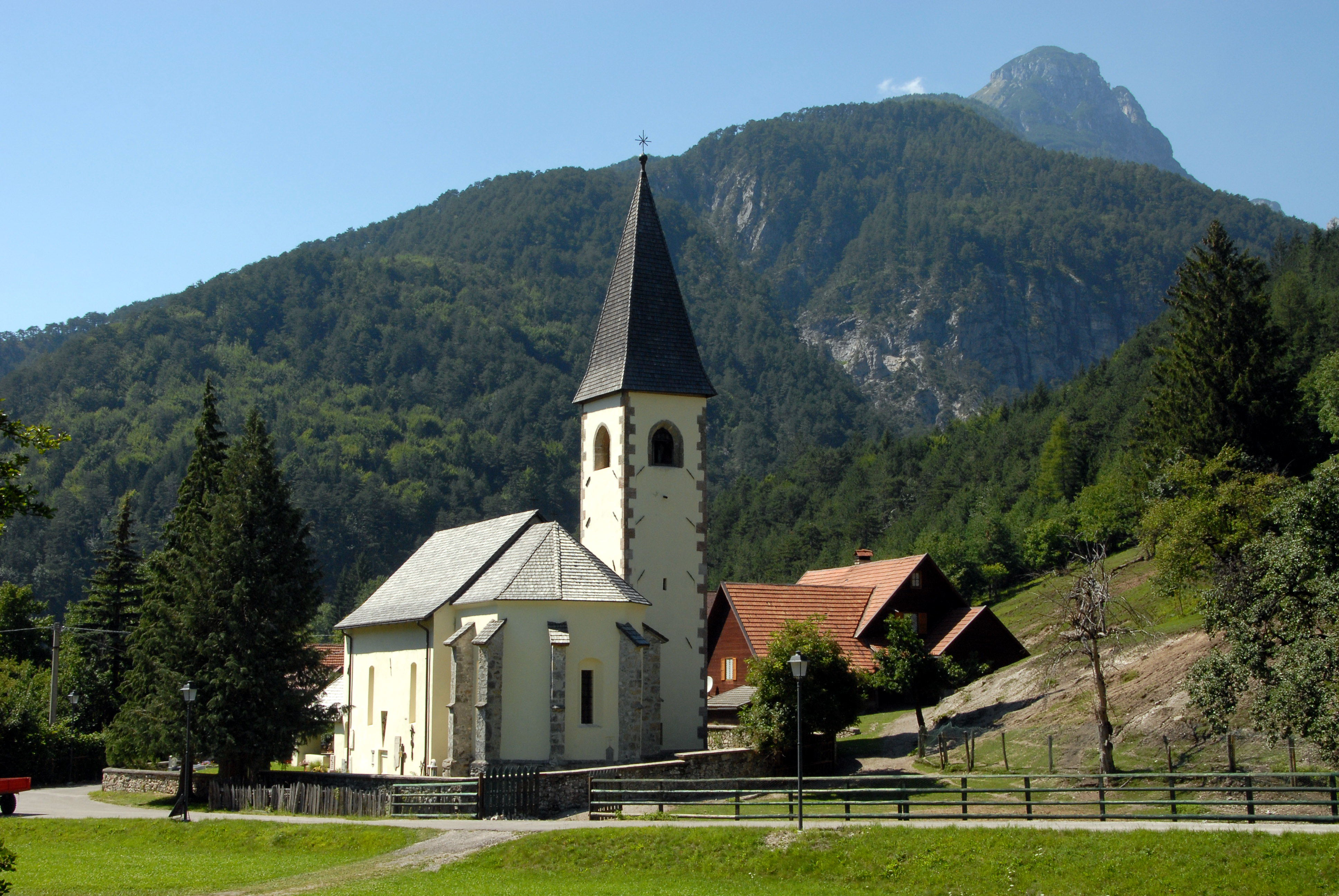
Santa Caterina (St. Kathrein)
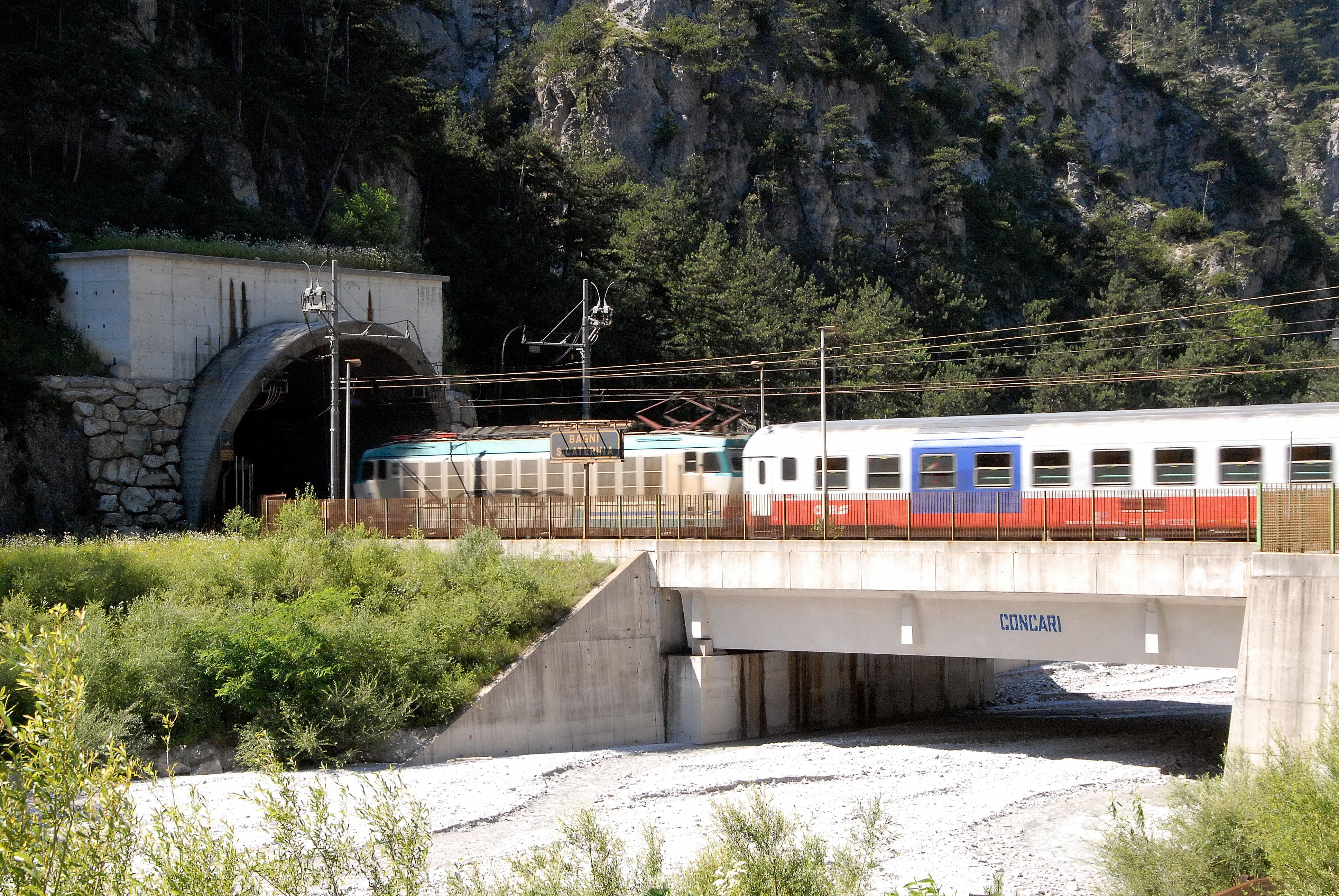
Pontebbana bei Santa Caterina (St. Kathrein)
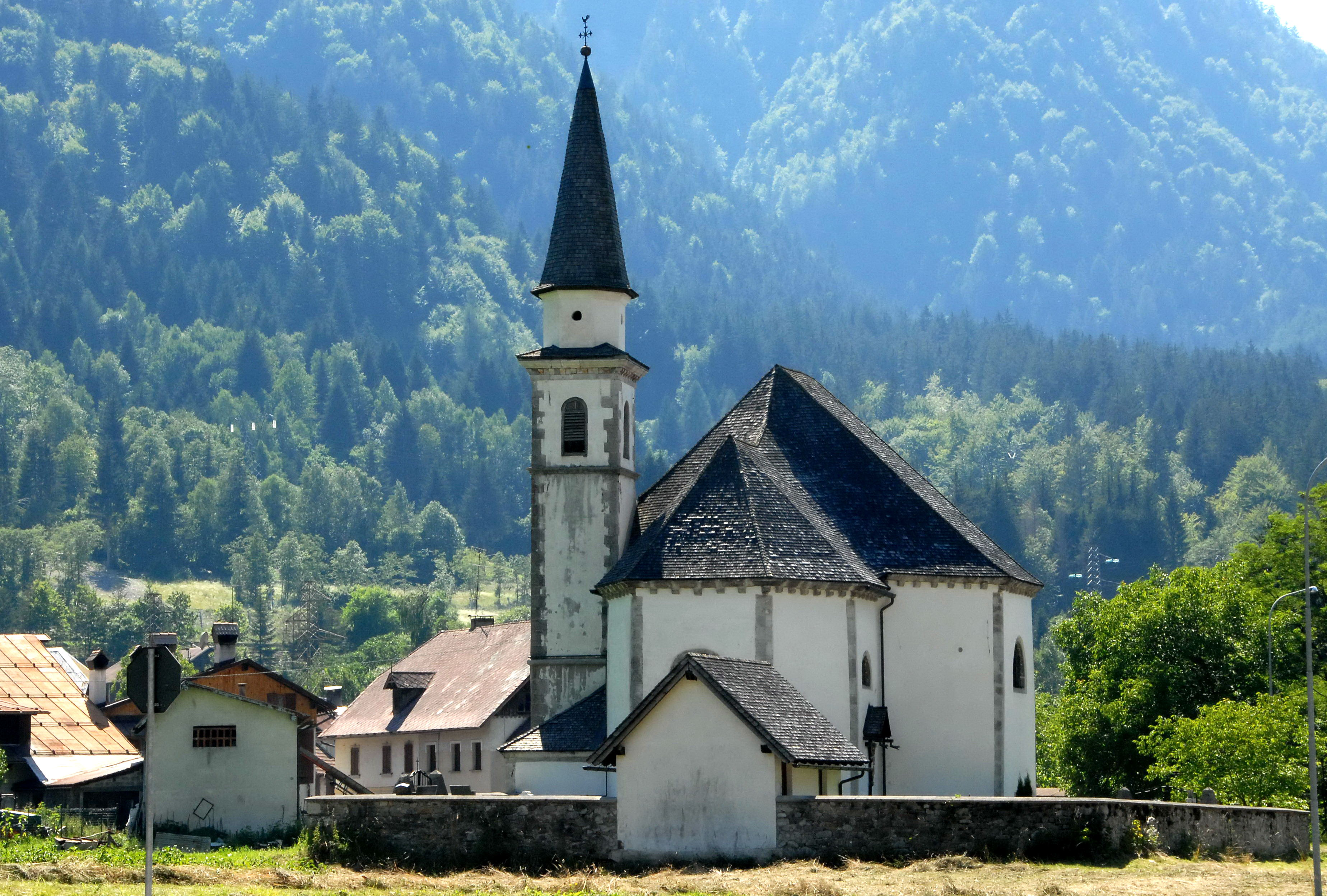
Bagni di Lusnizza (Lußnitz)

## Geschichte
Bis ins Hochmittelalter gehörte die Gemeinde mit dem damaligen Namen Bambergedt (-edt = Gut, Besitz), wie das ganze Kanaltal, den Bischöfen von Bamberg und erlangte in jener Zeit wirtschaftliche Bedeutung. Der Name entwickelte sich im Laufe der Zeit zu Buonborgeth (buon = gut) und schließlich, nachdem der Ort nach Streitigkeiten mit Venedig Ende des 14. Jahrhunderts von den Venezianern niedergebrannt worden war, zu Malborgeth (mal = schlecht). Florierende Eisengewinnung und Holzwirtschaft trugen zur ökonomischen Entwicklung der Ortschaft bei, die noch heute Sitz von Handwerks- und kleinen Industriebetrieben ist.
Die Habsburger bauten dort eine Befestigungsanlage (heute Fort Hensel genannt), die von den Venezianern im Jahre 1616, vom französischen General André Masséna im Jahre 1797 und vom Vizekönig Eugène de Beauharnais im Jahre 1805 besetzt wurde.
Vom 14. bis 17. Mai 1809 verteidigte eine österreichische Einheit unter Hauptmann Friedrich Hensel die Festung vier Tage lang gegen 15.000 französische Soldaten unter Eugène de Beauharnais bis zum Fall am 17. Mai. Von den 390 Österreichern wurden 350 getötet. Durch den Zeitverlust konnte das französische Korps nicht mehr in die Schlacht bei Aspern eingreifen, was zum Sieg Erzherzog Karls beitrug.
Im Jahr 1880 hatte die damalige Marktgemeinde Malborgeth 894 Einwohner. Davon waren 774 deutsch- (87 %) und 66 slowenischsprachig (7 %).
Nach Ende des Ersten Weltkriegs fiel Malborgeth im Jahre 1919 mit dem gesamten Kanaltal an Italien, obwohl es ausschließlich von deutsch- und slowenischsprachiger Bevölkerung besiedelt war. Ende August 2003 verursachte ein Hochwasser mit Vermurungen große Schäden.

## Tourismus
Zusammen mit den Ortschaften Valbruna (Wolfsbach) und Ugovizza (Uggowitz) repräsentiert die Gegend eine wichtige Region für Sommerfrische und Wintersport. Der Ort ist auch ein Ausgangspunkt für Wanderungen in die Julischen Alpen.

## Sehenswürdigkeiten

### Malborghetto
- Der Palazzo Veneziano (XVII. Jahrhundert), Nutzung als Ethnografisches Museum der Gemeinden in Montana-Canal del Ferro-Valcanale.

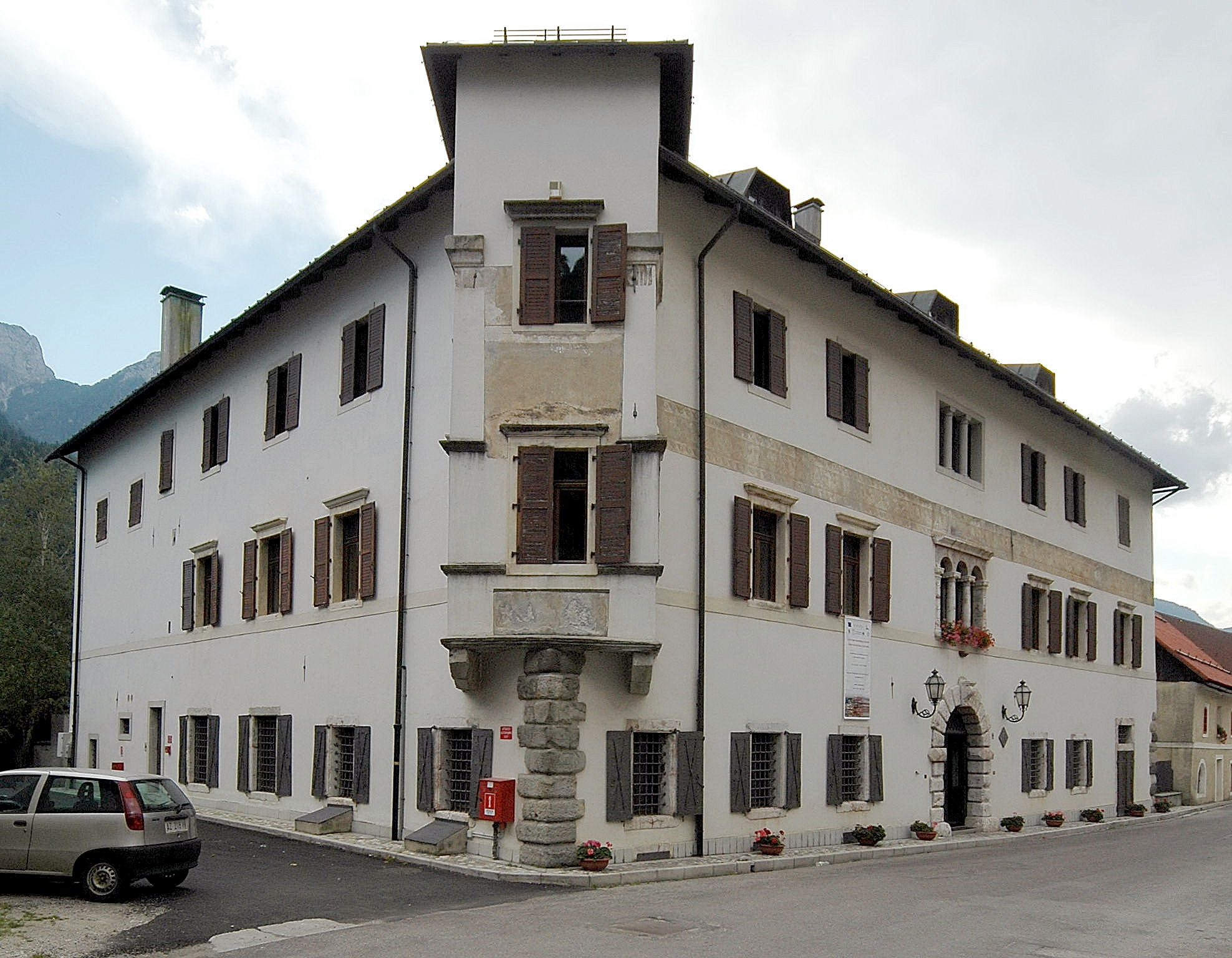
Palazzo Veneziano
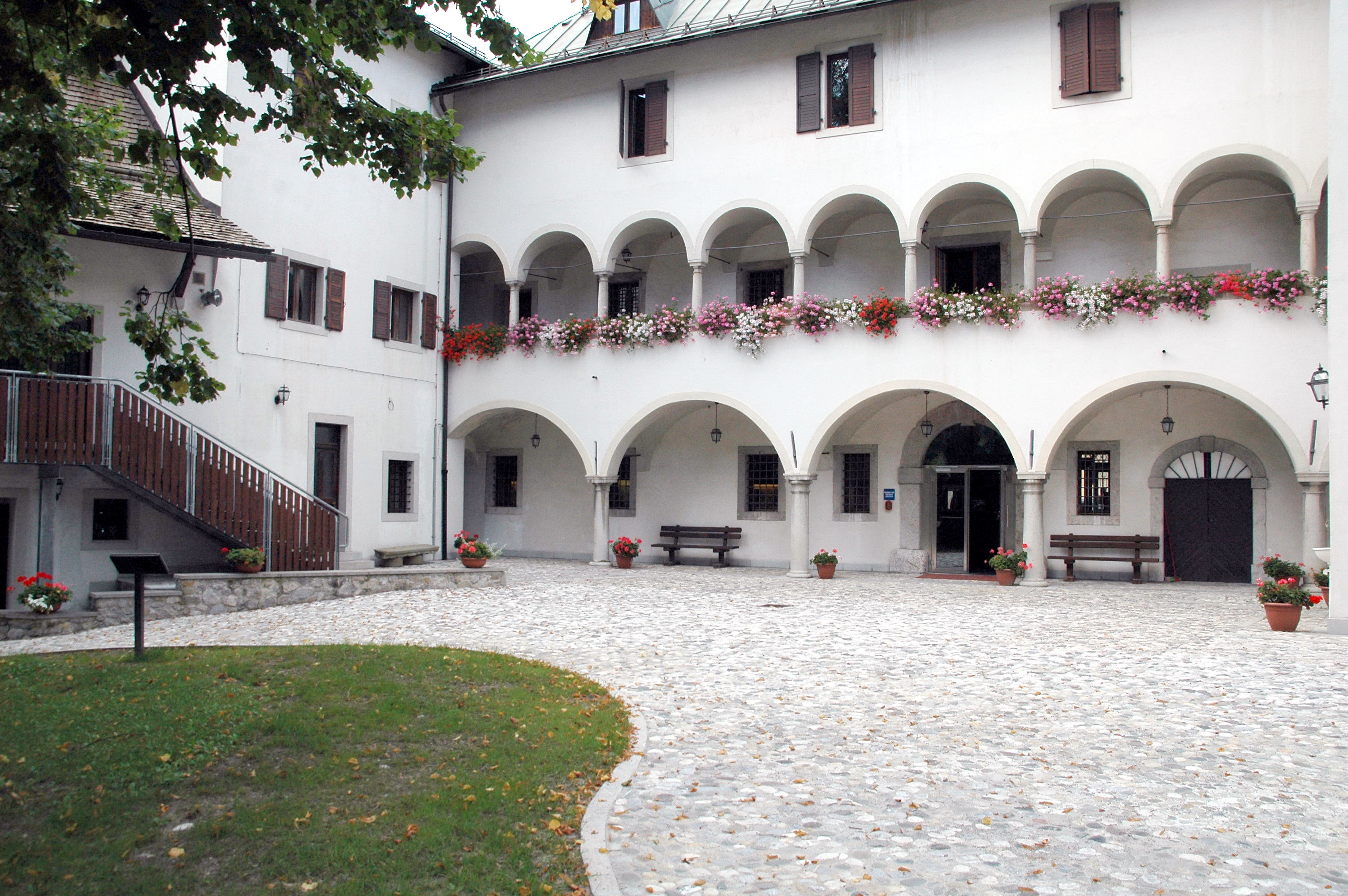
Palazzo Veneziano (Innenhof)
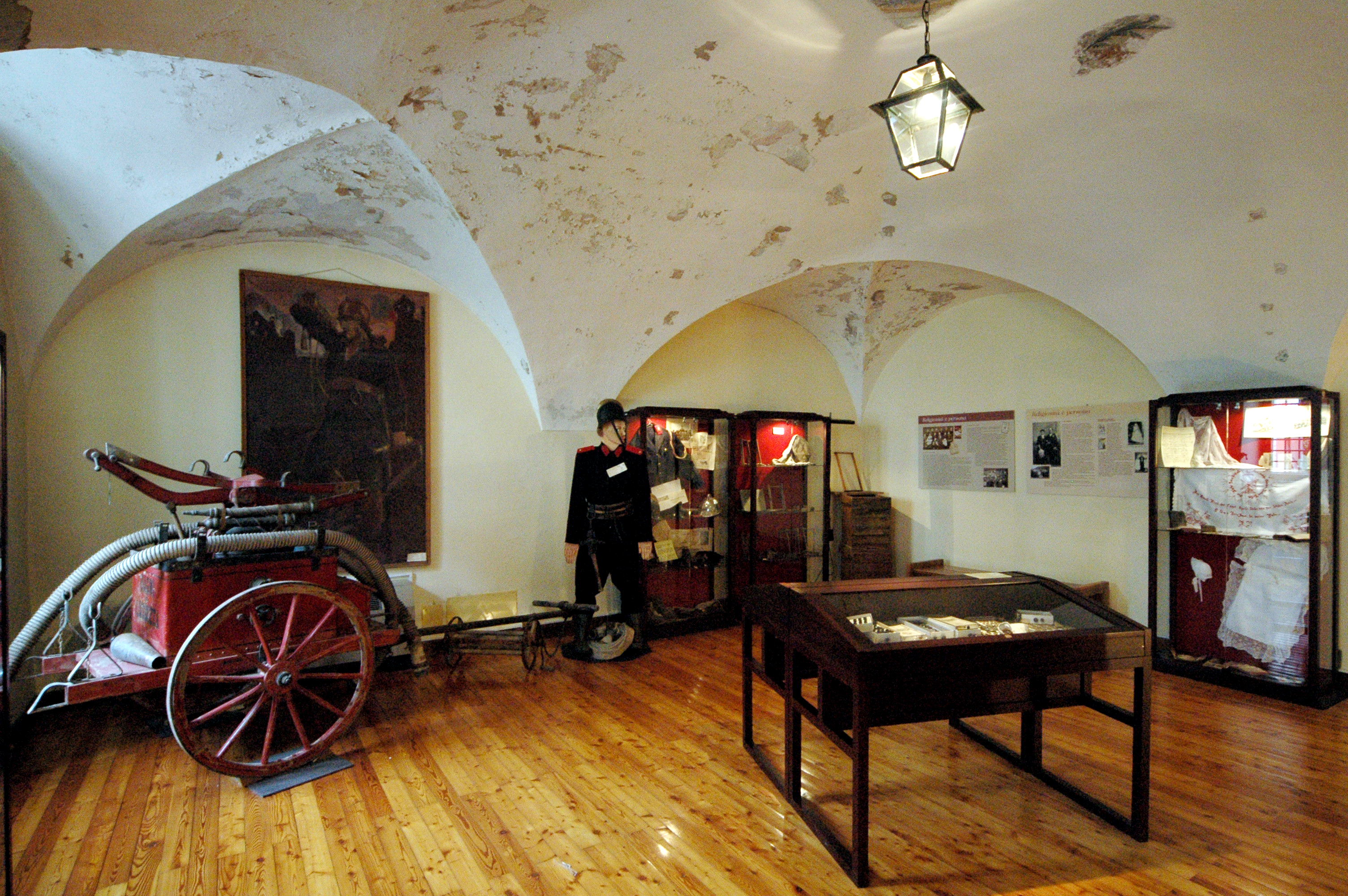
Ethnografisches Museum im Palazzo Veneziano

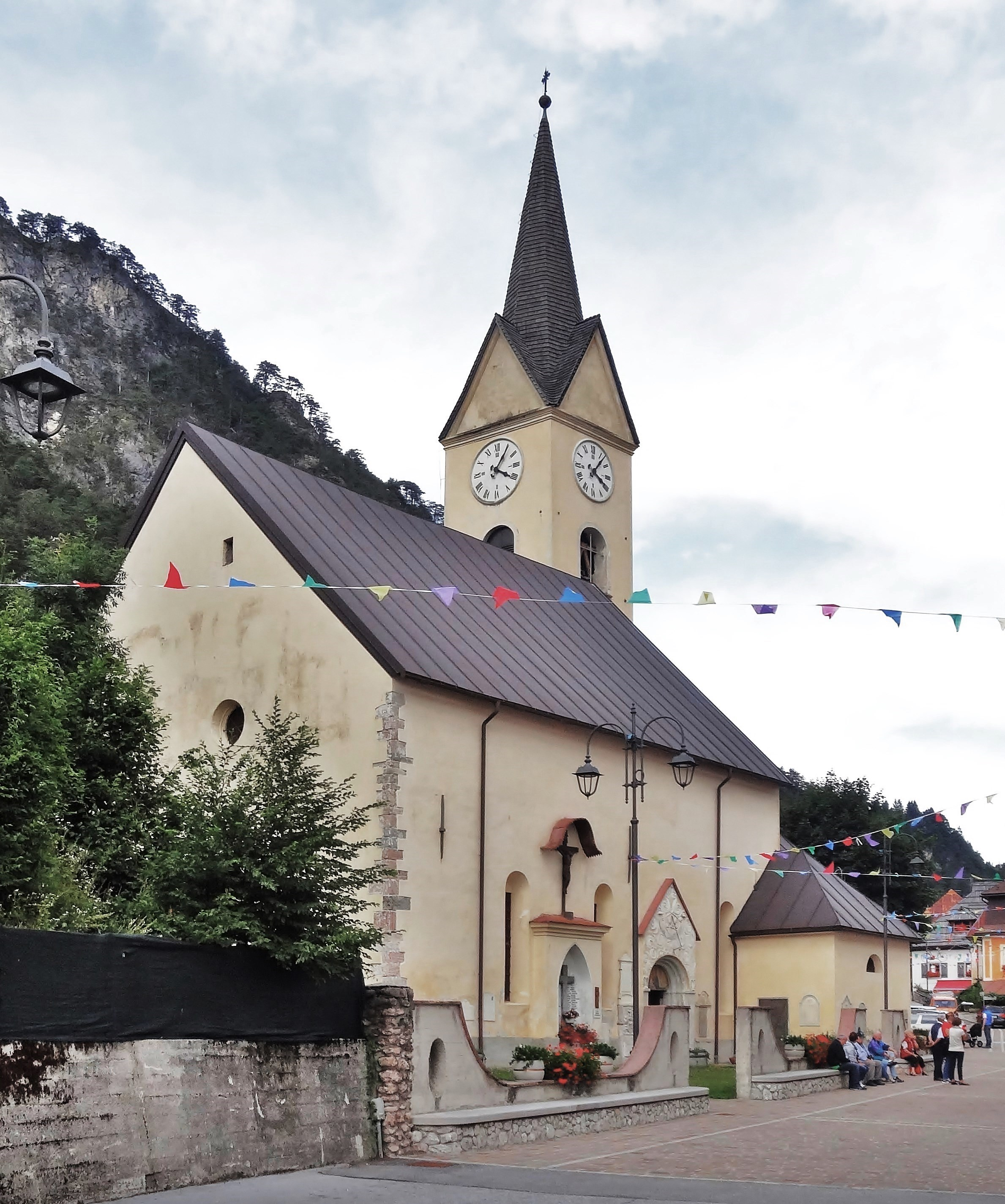
Die Pfarrkirche Santa Maria

- Die einschiffige gotische Pfarrkirche Santa Maria wurde 1809 restauriert. Das Kirchenschiff hat ein Netzrippengewölbe. Es wurden Reste gotischer Fresken und Steine aus dem 16. und 17. Jahrhundert freigelegt.

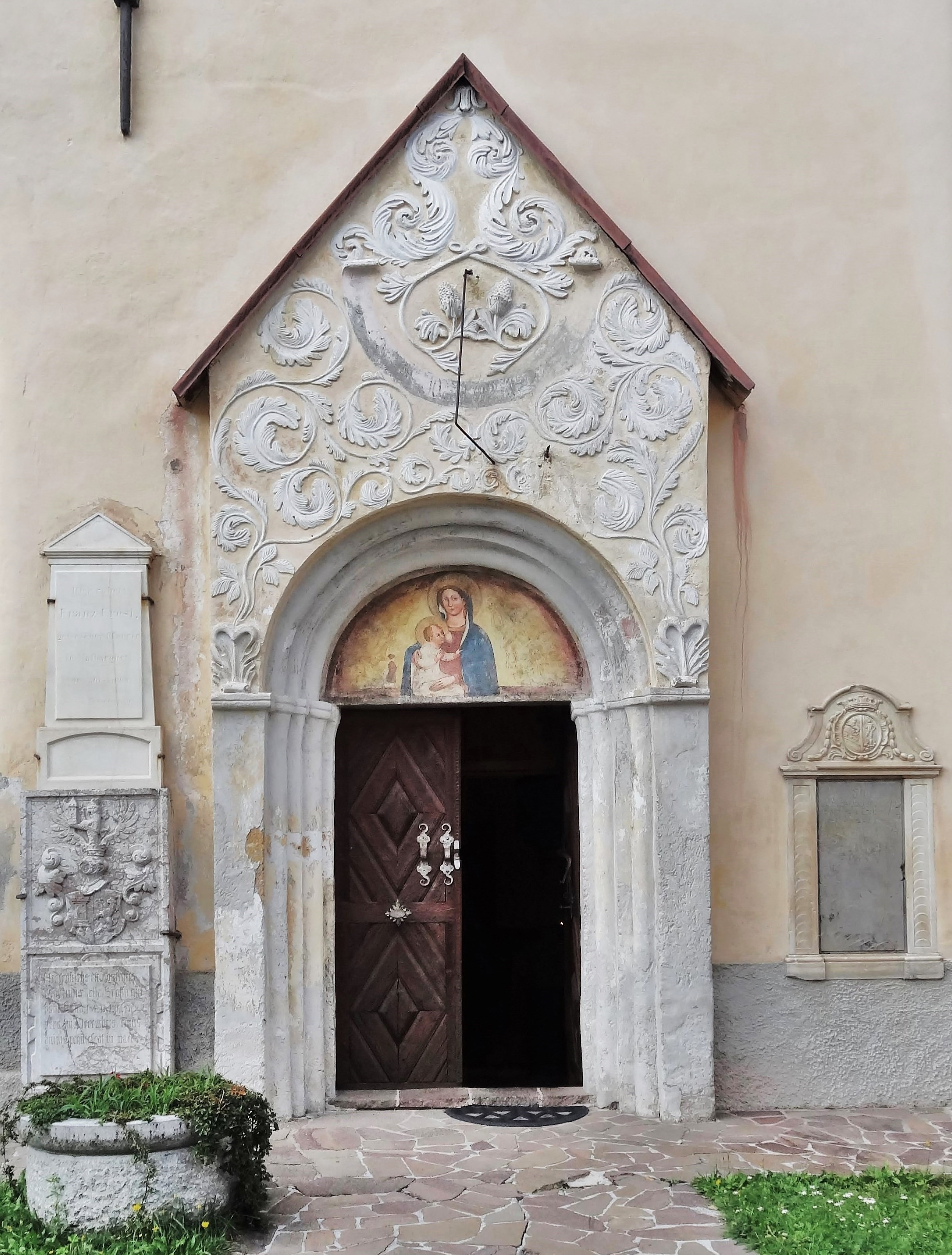
Das Südportal der Pfarrkirche
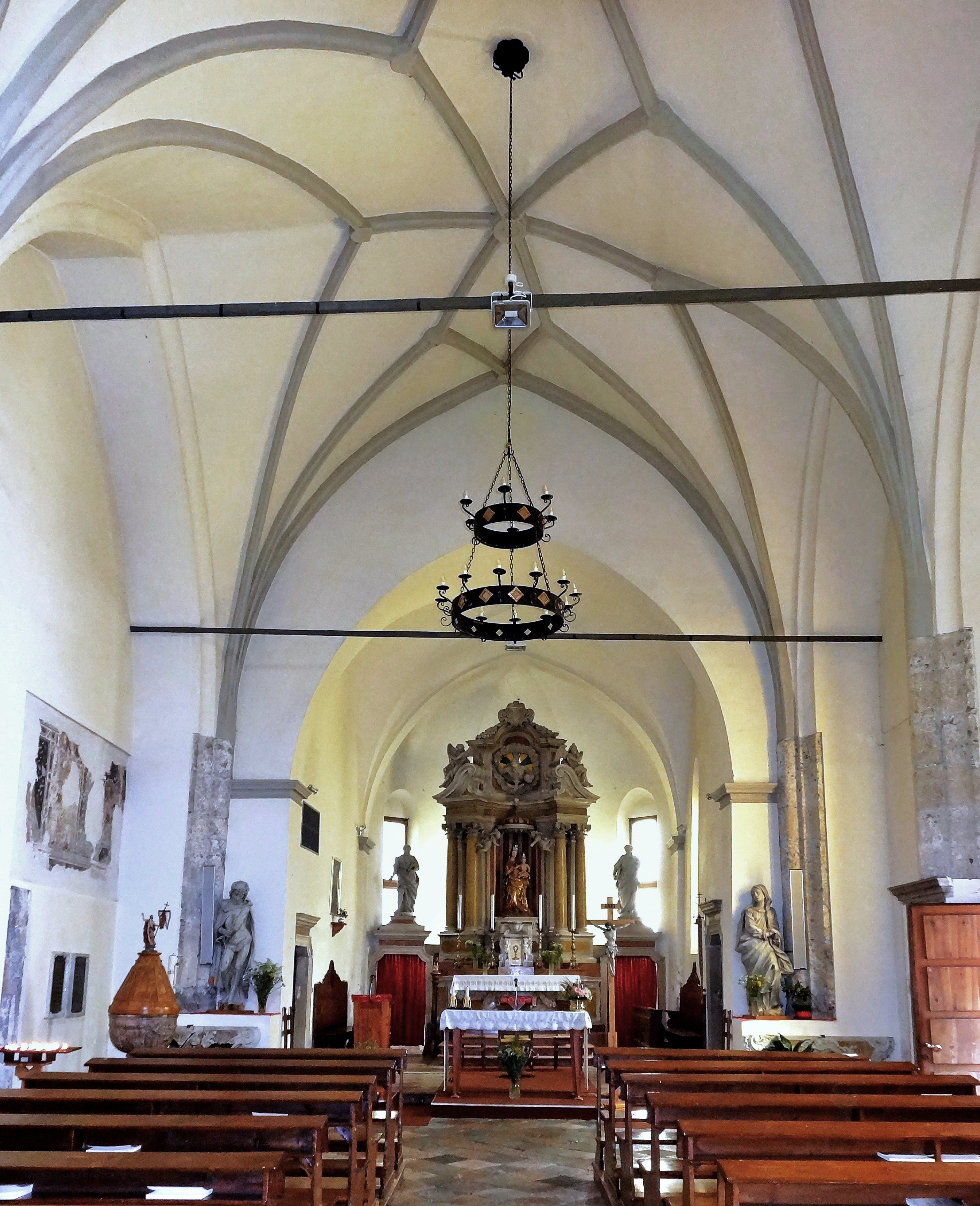
Innenansicht der Pfarrkirche
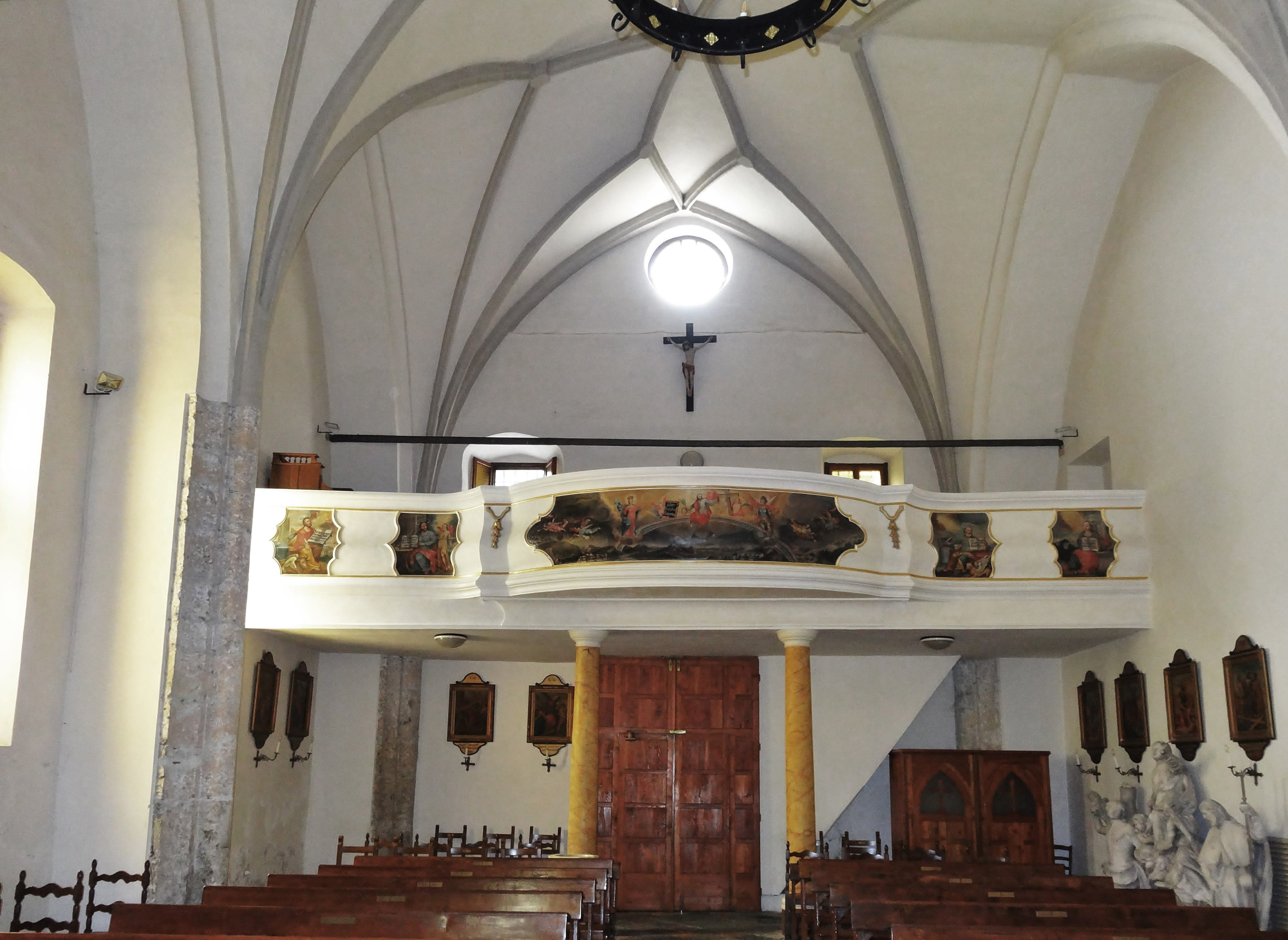
Innenansicht gegen die Empore
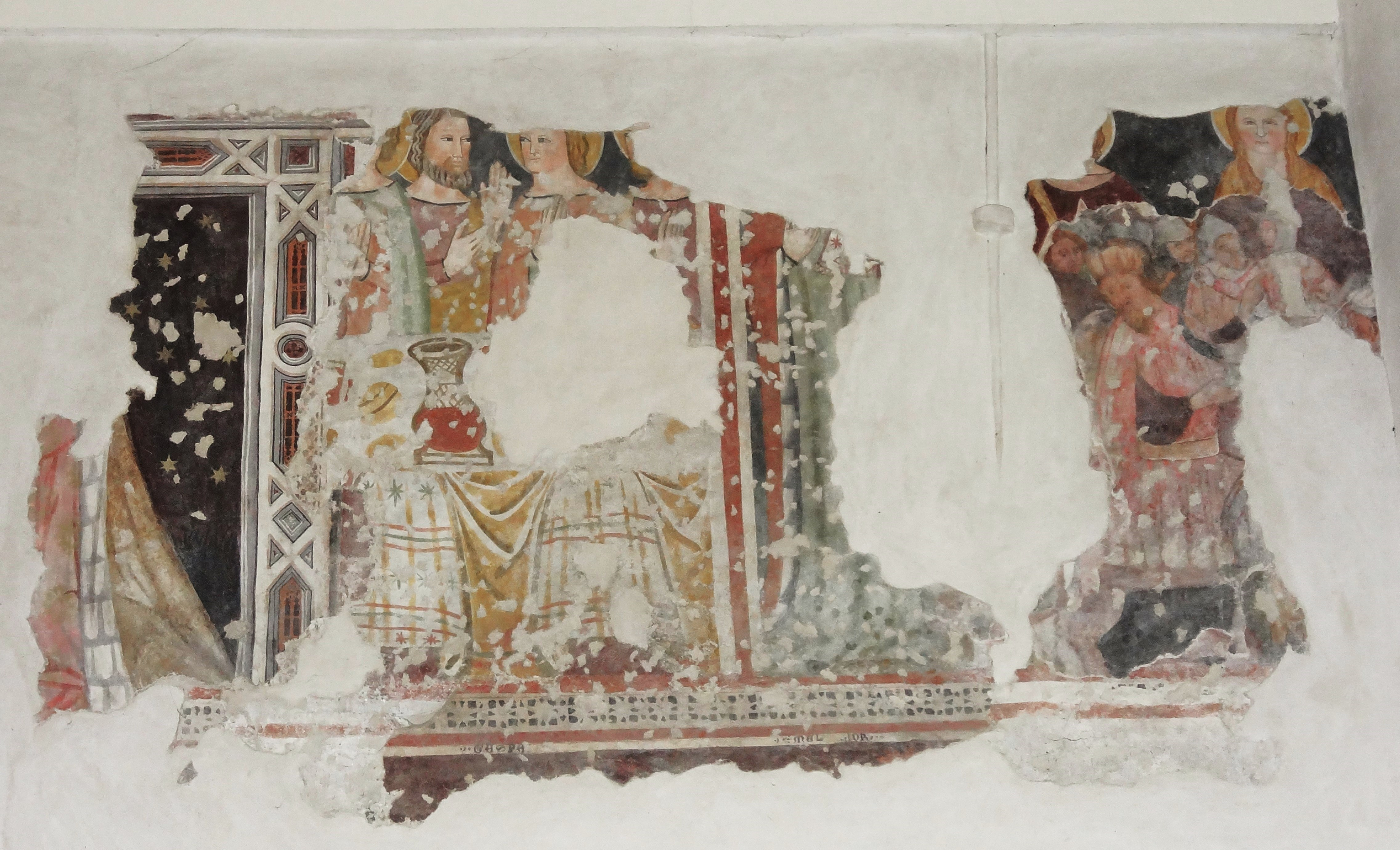
Reste gotischer Fresken
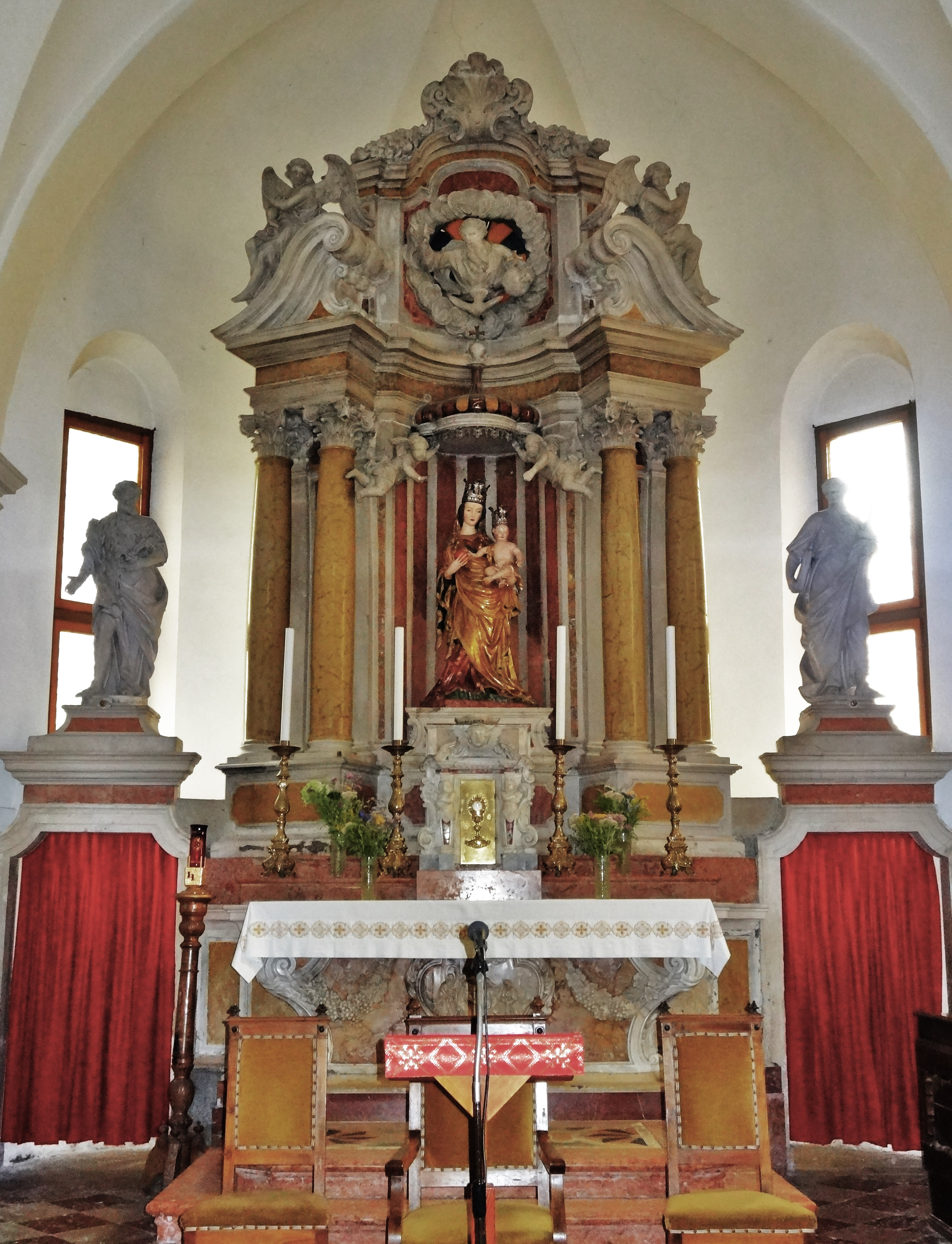
Der Hochaltar
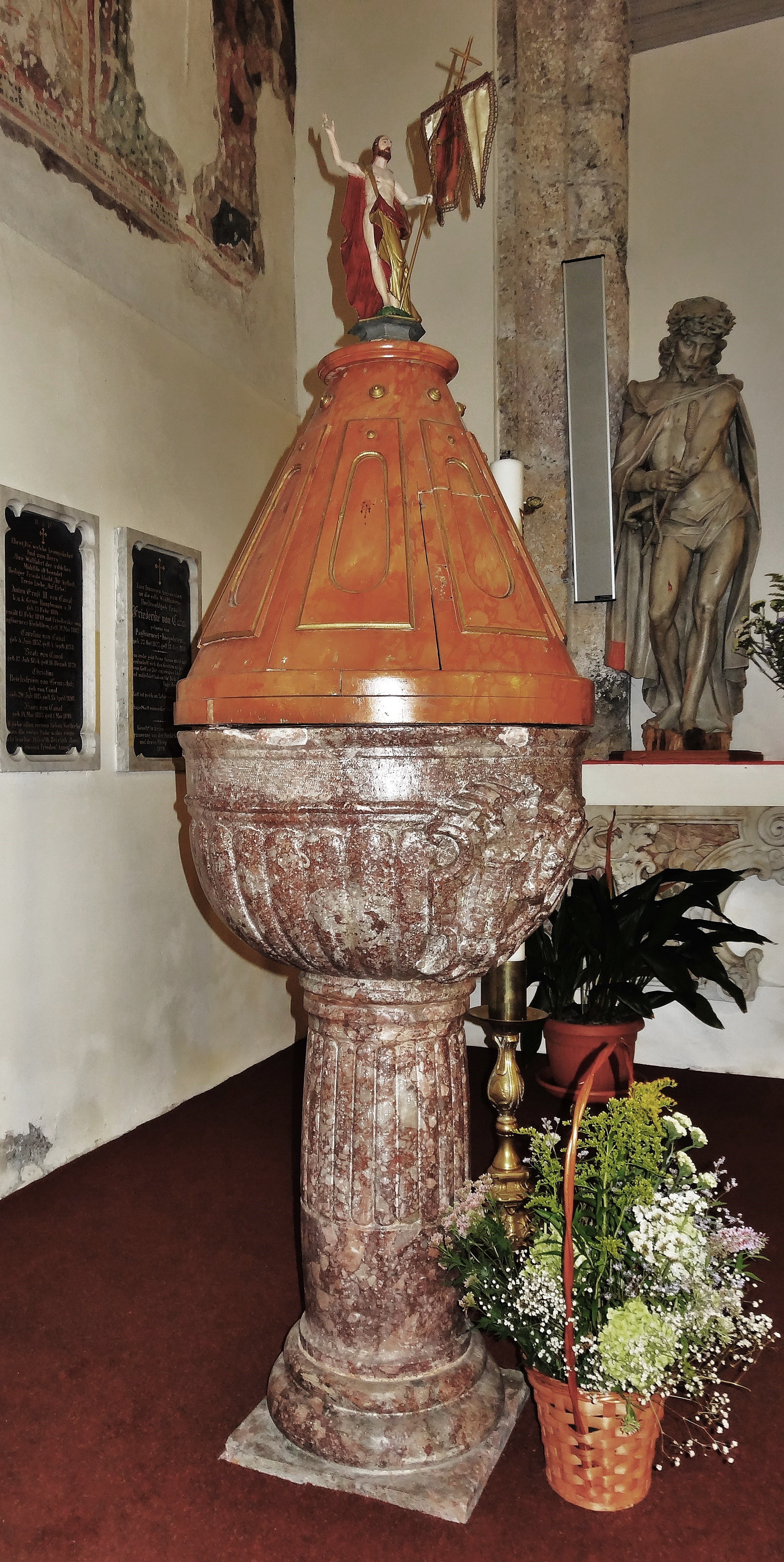
Taufbecken in der Pfarrkirche

- Gefallenendenkmal und Ruinen-Überbleibsel der Talsperre Fort Hensel bei Malborghetto

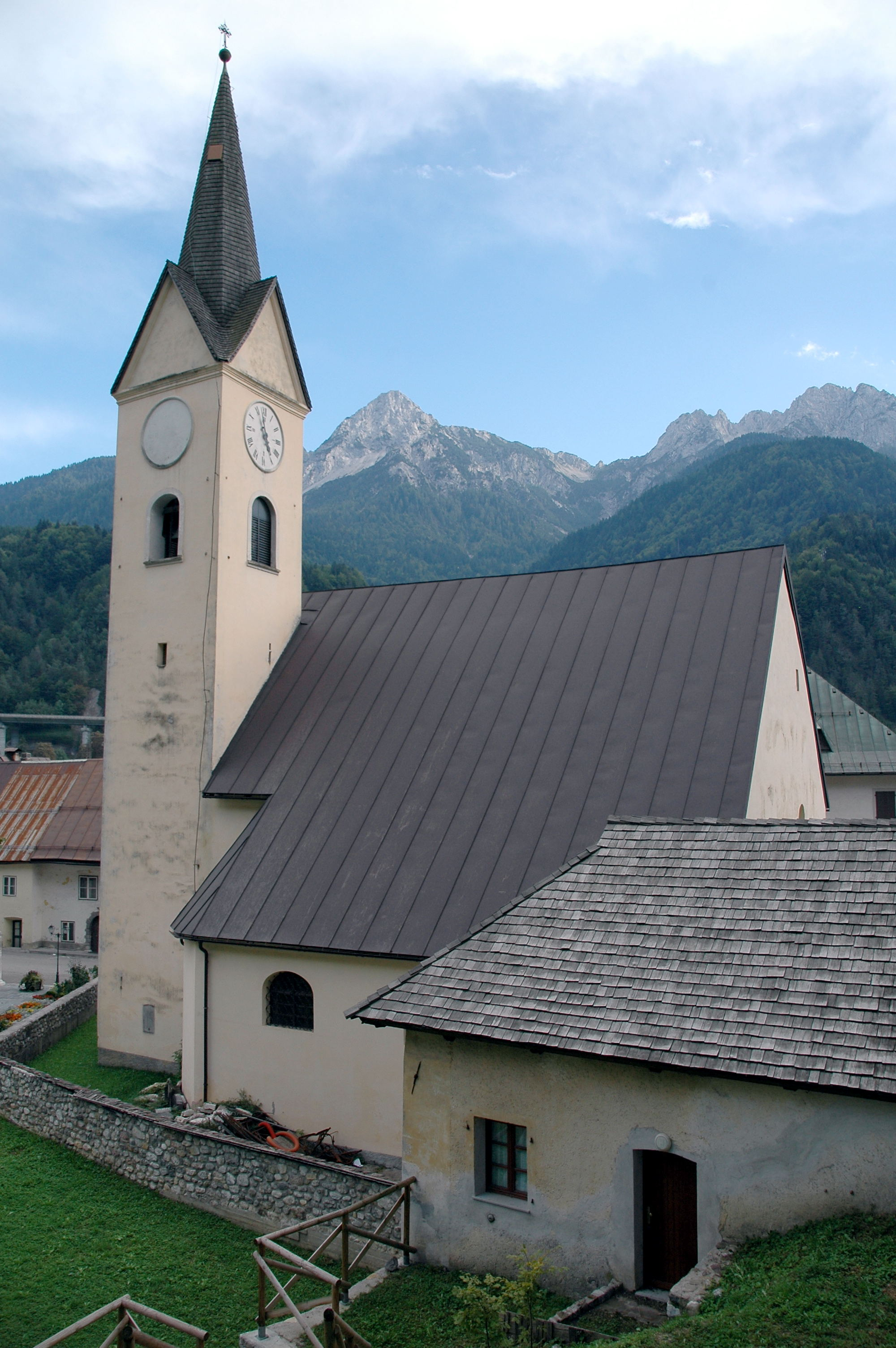
Gotische Pfarrkirche Santa Maria
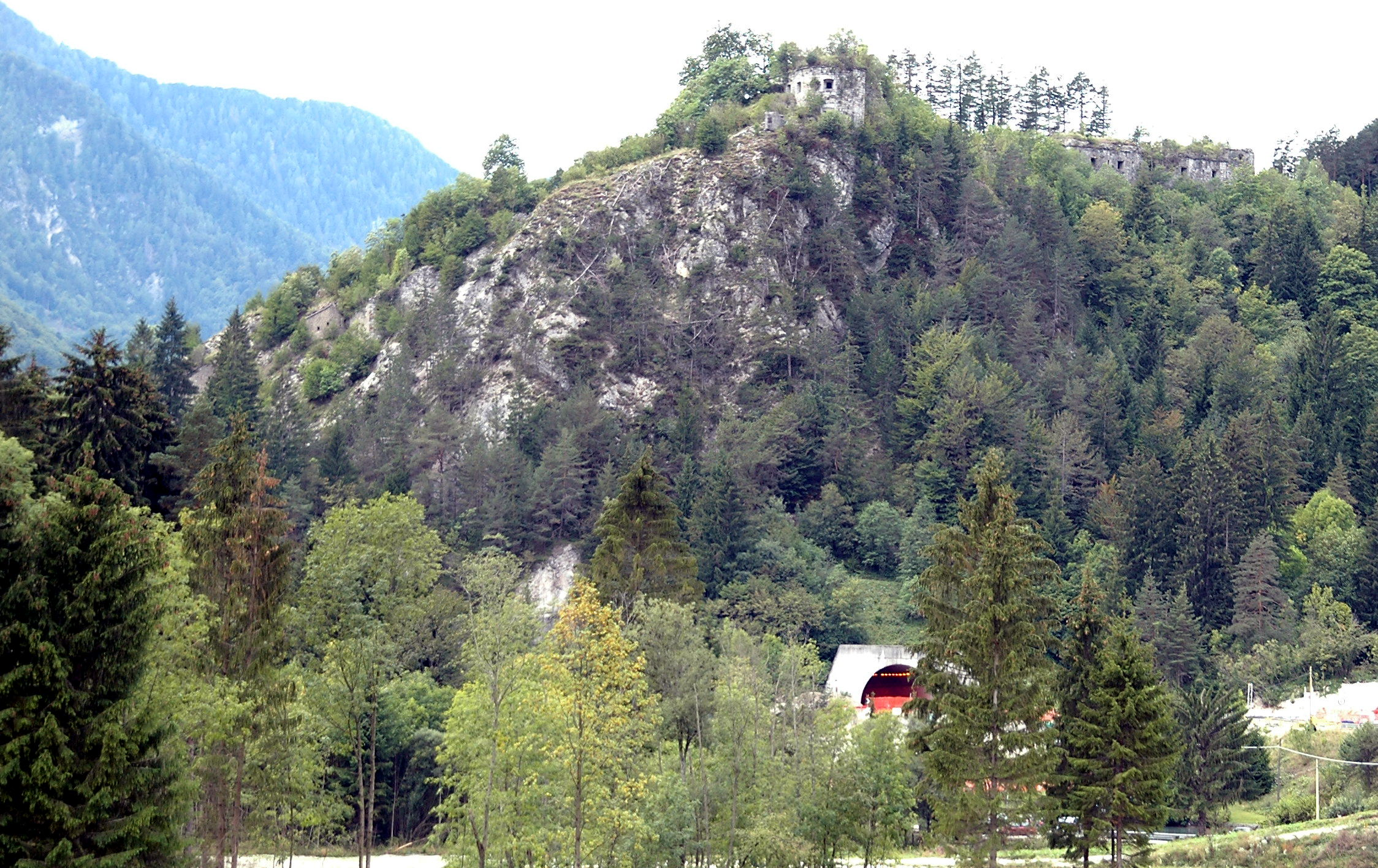
Reste der Talsperre Fort Hensel
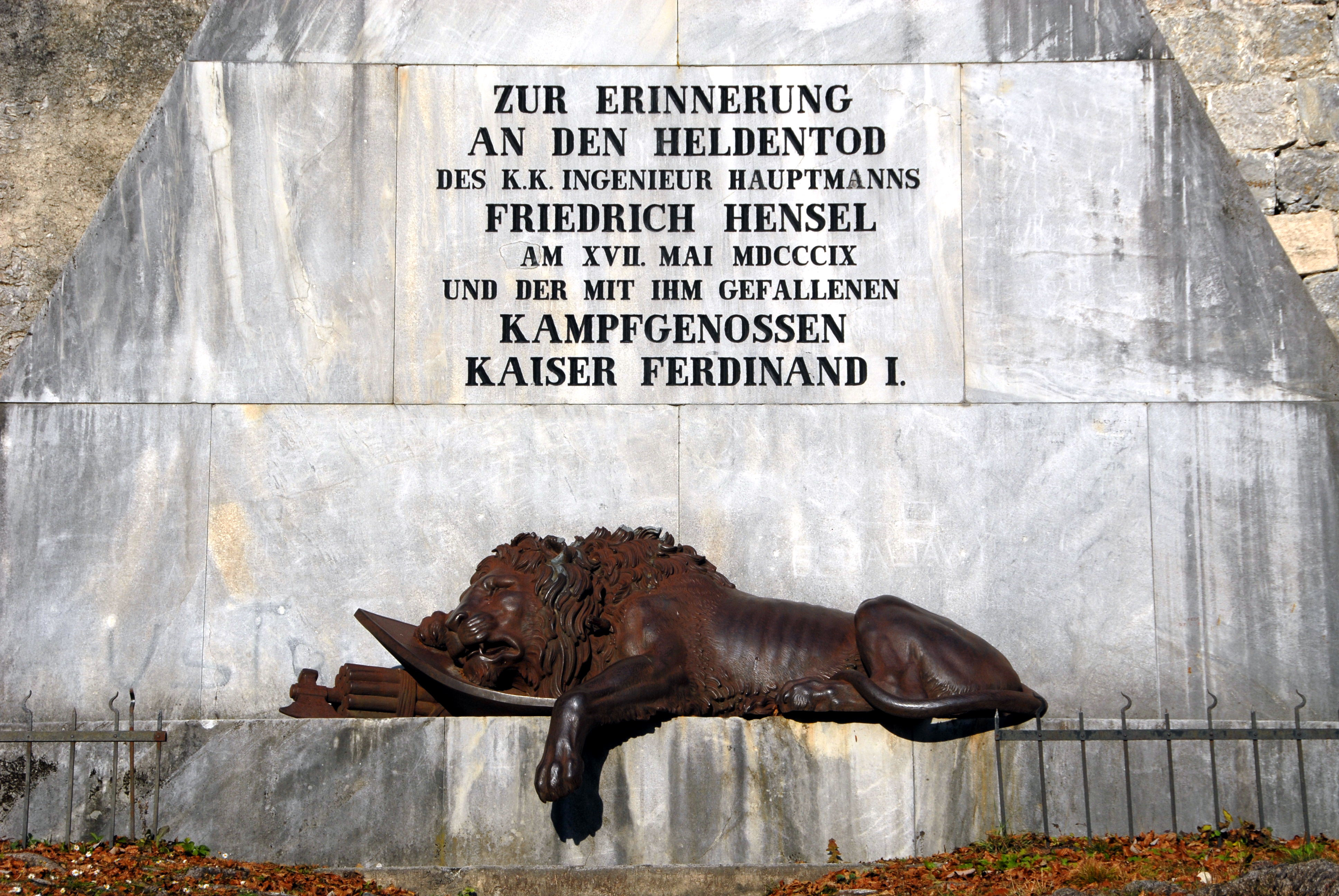
Gefallenendenkmal für Hauptmann Hensel

### Ugovizza

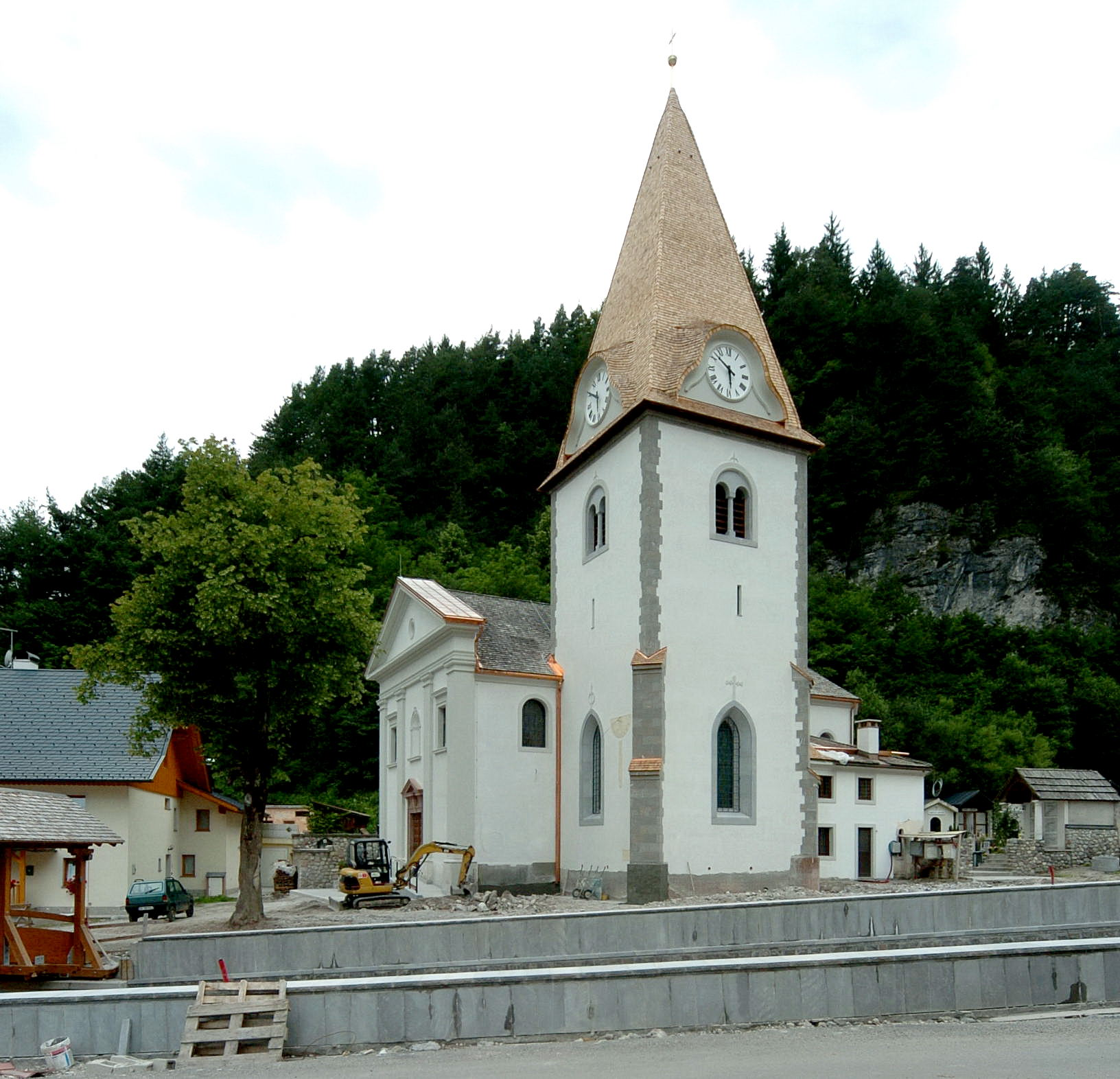
Rekonstruierter Kirchturm in Uggowitz

- Die Kirche Heilige Philipp und Jakob; im Inneren sind zahlreiche Fresken zu besichtigen, die im Jahre 1959 freigelegt wurden. Der Kirchturm wurde durch das Hochwasser vom 29. August 2003 weggerissen, seit 2009 ist er komplett wiederhergestellt.